# Die Flucht vor der Liebe (1929)
Die Flucht vor der Liebe ist ein deutscher Stummfilm aus dem Jahr 1929 von Hans Behrendt mit Jenny Jugo und Friedrich Benfer, die noch im selben Jahr geheiratet hatten, in den Hauptrollen.

## Handlung
Marga Ruppke arbeitet als Artistin auf einem Rummelplatz. Dort begegnet ihr eines Tages der schmucke Diplomat Mario von Hollberg. Beide jungen Leute verlieben sich rasch ineinander. Man beschließt zusammenzubleiben, und als Mario nach Wien versetzt wird, begleitet ihn Marga dorthin. Diese Verbindung passt Marios Vater Franz von Hollberg ganz und gar nicht ins Konzept, hält er Marga doch nicht unbedingt für standesgemäß als Marios Zukünftige. Viel besser würde es ihm gefallen, wenn der Junior Thea von Nostitz ehelichen würde, die Schwester von Marios Diplomatenvorgesetzten Henry von Nostitz. Und so macht er sich Hollberg senior Werk, diese in seinen Augen “Mésalliance” zu beenden.
Margas Vater, der hemdsärmlige, korpulente Schaubudenbesitzer Max Ruppke sieht das ähnlich, die ‘feinen Pinkel’ aus dem diplomatischen Dienst, so findet er, passen so überhaupt nicht zu Marga und seiner Schausteller-Familie. Max ist seiner Tochter nachgereist und will ihr, mit Franz von Hollbergs tatkräftiger Unterstützung, ins Gewissen reden. Der alte Hollberg macht ihr unmissverständlich klar, dass sie durch eine Eheschließung mit seinem Sohn dessen Karriere im diplomatischen Dienst nachhaltig gefährden würde. Schweren Herzens gibt Marga nach, verlässt ihren Mario und kehrt in die ihr vertraute Welt des Zirkus und des Rummelplatzes zurück.

## Produktionsnotizen
Gedreht von November 1928 bis Januar 1929 im UFA-Atelier von Neubabelsberg (Studio) sowie am Semmering in Österreich und auf der Berliner Bahnstrecke Reinickendorf-Rosenthal (Außenaufnahmen), passierte Flucht vor der Liebe am 29. Mai 1929 die Filmzensur und wurde am 16. August desselben Jahres in sechs Wiener Kinos uraufgeführt. Der Berliner Premiere fand am 25. September 1929 statt. Der Siebenakter besaß eine Länge von 2662 Metern und wurde mit Jugendverbot belegt.
Willi A. Herrmann gestaltete die Filmbauten. Alfred Zeisler übernahm die Produktionsleitung. 

## Kritik
Felix Scherret schrieb in Der Abend: “Scheinbar hat das “happy-end” abgewirtschaftet. Die Flucht vor der Liebe wagt mit einer Dissonanz zu enden. (…) Das Manuskript Viktor Abels ist nicht originell, aber durchaus filmisch empfunden. Schließlich interessiert sich heute ein vernünftiger Zuschauer wenig für Standesvorurteile und andere schöne Dinge aus dem Archiv der Geschichte, wenn sie nicht eine zwingende künstlerische Form erhalten.  Diese gibt der Regisseur Hans Behrendt dem Stoff, den er ernst, ohne ironische Schlaglichter behandelt, entgegen seiner sonstigen Gewohnheit”.
H. G. Lustig befand: “In Deutschland ist Unhappy ending gleichbedeutend mit Niveau. (…) Die schöne traurige Sache, die nicht hat sollen sein. (…) Ist derart das Niveau gesichert, wird sich das Übrige schon finden. (…) Und so entstehen Filme in Deutschland. Richtungslos, “auf dem Boden der Gegebenheiten”, breit zerfließend, ohne das Gerippe einer Idee. (…) Hans Behrendt ist ein geschickter Regisseur. Er hat sogar Witz. Aber auch eine seltene Hemmungslosigkeit im Ausspielen sinniger Szenen. Immerhin zeigt er uns das Gesicht Kurt Gerrons in unheimlicher Ausdruckskraft. (…) Auch Jenny Jugo hat der Regie viel zu verdanken. Sie hat gelernt, sie hat für ihr Spiel ein paar Nuancen entdeckt, die Empfindsamkeit verraten.”
Wiens Die Stunde urteilte: „Dieser Film ist der Typ des zugkräftigen Repertoirestückes. Durch seine volkstümliche Handlung, spannend und doch unkompliziert, ohne jede Tendenz, ist es ein Film für das große Publikum, der jedermann befriedigen wird.“